# 平池来耶
平池 来耶（ひらいけ らや）は、日本の霊能者。1996年まではラヤ・シルク名義で活動していた。1986年から霊視による「個人リーディング」をはじめ、1988年から執筆活動を開始する。1989年にはoffice RAYAを設立。1996年に「スピリチュアル・メッセージと瞑想の集い」をはじめて以降は、「スピリチュアル・カウンセリング」およびセラピストとしての活動に専念しているという。

## 著書
- 『幸運をつかむ 的中夢占い入門 夢が教えるあなたの現在・未来!』日本文芸社、1990年7月。ISBN 978-4-537-01454-9
  - 『抓住幸運的占夢術』（中国語訳版）暖流出版社、1997年。
- 『霊能力を高めると 前世が見えてくる』大陸書房、1991年1月。ISBN 978-4-8033-3181-3
- 『ズバリ当たる 愛と恋の数占い 数霊術が教えるあなたの未来!』日本文芸社、1991年4月。ISBN 978-4-537-02231-5
- 『本当の自分、運勢、前世をスバリ診断! 恐いほど当たる霊感夢占い』廣済堂出版、1991年9月。ISBN 978-4-331-00536-1
- 『幸せをつかむ 前世さがし』大陸書房、1992年7月。ISBN 978-4-8033-4149-2
- 『自分らしくなったとき もう、独りじゃないんだ!』銀河出版、1994年2月。ISBN 978-4-906436-39-2
- 『本当のあなたがわかる 前世さがしの本 幸運になる恋と生き方、教えます』同文書院、1994年11月。ISBN 978-4-8103-7231-1
  - 『探索真我 前世冥想錄』（中国語訳版）尖端出版、1995年。
- 『ラヤ・シルクの超意識夢セミナー Steps to astral doorway』学研プラス、1994年。ISBN 978-4-05-600205-8
- 『恐いほど当たる夢占い1 夢が教える本当の自分と隠された未来』廣済堂出版、1998年11月。ISBN 978-4-331-35234-2
- 『恐いほど当たる夢占い2 隠されたメッセージを活用して幸福を呼びこむための夢事典』廣済堂出版、1998年11月。ISBN 978-4-331-35235-9
- 『前世あなたは誰だったのか 心を癒す究極のヒーリング The Samsara Wisdom』PHP研究所、2000年7月（2005年9月再版）。ISBN 978-4-569-61200-3（ISBN 978-4-569-66479-8）
  - 『你的前世是誰? 與前世接軌、活出真我、享受幸福』（中国語訳版）曼尼文化、2004年。
- 『愛の絶対法則 スピリチュアル・メッセージ』徳間書店、2001年12月。ISBN 978-4-19-891631-2
- 『幸せな生き方がわかる 前世セラピー 不思議なほど心が元気になる「魂からのメッセージ」』三笠書房、2003年6月。ISBN 978-4-8379-6195-6
- 『あなたを運命の愛へ導くスピリチュアル・サイン すべての答えを知る「魂」からの贈り物』学研プラス、2005年4月。ISBN 978-4-05-402739-8
- 『前世のあなたはなぜ今の誕生日を選んだのか』ぶんか社、2009年5月。ISBN 978-4-8211-5247-6
  - 『生日中的命运密码』（中国語訳版）新世界出版社（中国語版、英語版）、2012年。
- 『人間関係がみるみるよくなる 前世カウンセリング』三笠書房、2009年8月。ISBN 978-4-8379-6513-8
- 『運命の鏡 スピリチュアル・マスターが伝える魔法のメッセージ100』PHP研究所、2010年1月。ISBN 978-4-569-67381-3
- 『前世のあなたは運命の相手とどんな約束をしたのか』ぶんか社、2010年11月。ISBN 978-4-8211-5359-6